# Sporn (Botanik)

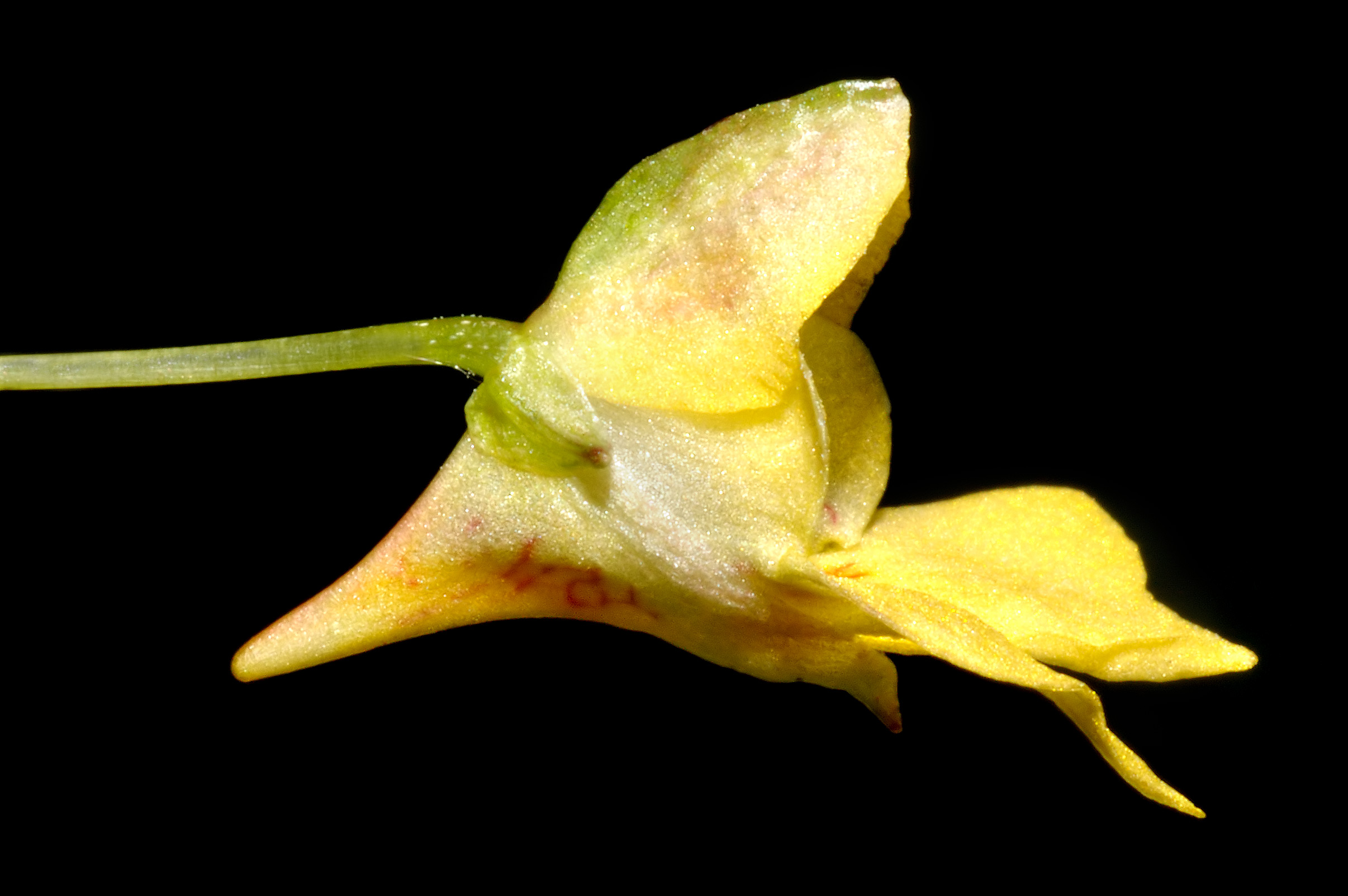
Blüte eines Kleinen Springkrauts (Impatiens parviflora) mit einem Kelch-Sporn

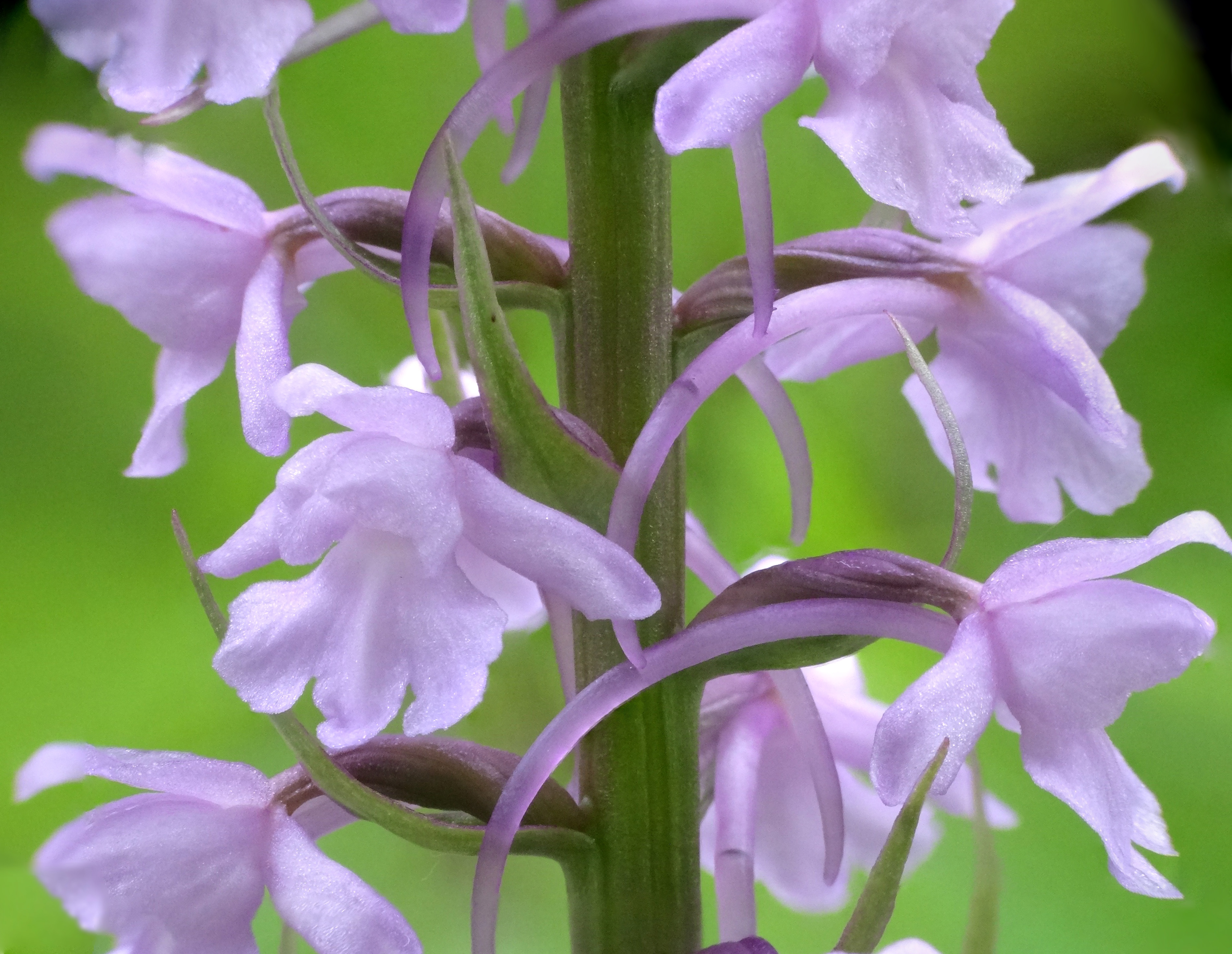
Mücken-Händelwurz (Gymnadenia conopsea): Blüten mit nektargefülltem Sporn

Als Sporn wird bei Blütenpflanzen eine hohle Aussackung im Bereich der Blüte bezeichnet, die sich vom Inneren der Blüte weg erstreckt. Sie ist meist Teil der Krone, seltener Teil des Kelches oder der Blütenachse.
Kronblätter mit Sporn besitzen beispielsweise Veilchen (Viola), Lerchensporn (Corydalis) oder Dicentra. Kelchblattsporne sind eher selten und kommen etwa bei Springkraut (Impatiens) vor. Ein petales Nektarblatt mit Sporn kommt etwa beim Eisenhut (Aconitum) vor, ein gesporntes Perigonblatt beim Rittersporn (Delphinium). Einen gespornten Blütenboden gibt es bei der Kapuzinerkresse (Tropaeolum). Der Sporn kann auch Teil der kompletten Krone – etwa bei Leinkraut (Linaria) – oder der Kelchröhre sein.
Ein Sporn ist meist länger als breit. Kurze Hohlbildungen werden meist als Aussackung bezeichnet.
Meist treten Sporne bei zygomorphen Blüten auf, seltener bei radiärsymmetrischen, wie etwa Akelei (Aquilegia) oder Halenia.
Sporne entstehen durch ein lokal begrenztes starkes Flächenwachstum der Blattlamina. Es sind Anpassungen an bestäubende Insekten mit leckend-saugenden oder saugenden Mundwerkzeugen und stehen in Zusammenhang mit der Produktion von Nektar.
Sporne können zum einen selbst die nektarproduzierenden Organe sein, wie etwa bei der Akelei (Aquilegia). Sie können aber auch als Nektarreservoir dienen, während der Nektar von anderen Organen gebildet wird, wie etwa bei den Veilchen (Viola), wo zwei Anhängsel von Staubblättern in den Sporn hineinragen.

## Belege
1. 1 2  Gerhard Wagenitz: Wörterbuch der Botanik. Die Termini in ihrem historischen Zusammenhang. 2., erweiterte Auflage. Spektrum Akademischer Verlag, Heidelberg/Berlin 2003, ISBN 3-8274-1398-2, S. 304.
2. 1 2 3  Peter Leins: Blüte und Frucht. Morphologie, Entwicklungsgeschichte, Phylogenie, Funktion, Ökologie. E. Schweizerbart’sche Verlagsbuchhandlung, Stuttgart 2000, ISBN 3-510-65194-4, S. 40 f.
3. 1 2  Manfred A. Fischer, Karl Oswald, Wolfgang Adler: Exkursionsflora für Österreich, Liechtenstein und Südtirol. 3., verbesserte Auflage. Land Oberösterreich, Biologiezentrum der Oberösterreichischen Landesmuseen, Linz 2008, ISBN 978-3-85474-187-9, S. 98.